# Gahunga
Gahunga (Kinyarwanda Umurenge wa Gahunga) ist ein Sektor im Westen des Distrikts Burera in der Nordprovinz von Ruanda.

## Geographie
Der Sektor hat eine Fläche von 38,1 km² und liegt auf einer Höhe von etwa 2280 m. Er setzt sich den fünf Zellen Buramba, Gisizi, Kidakama, Nyangwe und Rwasa zusammen. Nachbarsektoren sind Rugarama im Osten, Kinoni im Südosten, Cyuve im Süden und Nyange im Westen. Der nördliche Teil des Sektors gehört zum Vulkan-Nationalpark und liegt an der Grenze zu Uganda. Im Nordosten befindet sich der Vulkan Muhabura, der eine Höhe von 4127 m aufweist.

## Bevölkerung
Nach Stand der Volkszählung von 2022 liegt die Einwohnerzahl bei 28.059. Zehn Jahre zuvor waren es 25.637, was einem jährlichen Bevölkerungszuwachs von 0,91 Prozent zwischen 2012 und 2022 entspricht.

## Verkehr
Durch den Südteil des Sektors verläuft in Ost-West-Richtung eine District Road, die jedoch Stand 2022 nicht asphaltiert ist.